# Universidad Lucian Blaga de Sibiu
La Universidad Lucian Blaga de Sibiu (en rumano: Universitatea "Lucian Blaga" din Sibiu) es una institución de enseñanza superior de Sibiu, Rumania. La universidad fue fundada en 1990 y nombrada en honor al poeta y filósofo Lucian Blaga. En un principio constaba de cinco facultades: Letras, Historia y Derecho, Medicina y Proceso Tecnológico Textil y Alimenticio, Ingeniería y Ciencias. Las demás facultades fueron añadiéndose posteriormente.
La consigna de la universidad es Mens agitat molem (La mente controla la materia) tomada de la Eneida de Virgilio.

## Facultades
- Facultad de Teología Andrei Saguna
- Facultad de Artes y Letras
- Facultad de Historia y Patrimonio Nicolae Lupu
- Facultad de Derecho Simion Barnutiu
- Facultad de Ingeniería Hermann Oberth
- Facultad de Ciencias Políticas, Relaciones Internacionales y Estudios Europeos
- Facultad de Ciencias
- Facultad de Medicina Victor Papilian
- Facultad de Periodismo
- Facultad de Ciencias Agrícolas, Industria Alimentaria y Protección Medioambiental
- The University College
- Escuela a distancia y E-Learning

### Facultad de Ingeniería
La Facultad de Ingeniería se estableció en 1976, como el Instituto de Educación Superior. En 1990, cambió su nombre por el de Universidad Lucian Blaga de Sibiu. En honor a las contribuciones técnicas de Hermann Oberth, el famoso científico astronauta de Sibiu, la Facultad de Ingeniería adoptó su nombre, y ahora se llama Escuela de Ingeniería “Hermann Oberth” . 
Los estudiantes tienen ahora la oportunidad de elegir entre una gran oferta de especializaciones técnicas: industrial, económica, medioambiental, de transporte, informática, etc. Tras la graduación los estudiantes pueden continuar sus estudios con los programas de postgrado y doctorados en Gestión de Calidad, Gestión de Manufacturación y Ciencias Informáticas entre otros.

### Facultad de Periodismo
La Facultad de Periodismo se estableció en 1992. En 2001 se amplió con nuevas titulaciones: Ciencias de la Comunicación, Relaciones Públicas y Filosofía. 

### Facultad de Teología
Esta facultad es la más antigua en Sibiu.

### Facultad de Derecho
Los estudios de Derecho tienen una larga tradición en Sibiu. La Academia de Derecho, fue fundada en 1844. Los nombres de los personajes públicos importantes se han asociado con esta Escuela de Derecho desde entonces como Simion Barnutiu entre muchos otros.
En 1990 se fundó la Universidad de Sibiu y la Facultad de Derecho. La facultad forma a expertos en los ámbitos de Derecho y de la Administración Pública. El alto nivel de educación, el estudio a fondo de ciertos campos jurídicos y el hecho de que cuente con un personal docente valioso y con experiencia contribuye a la plena integración de los graduados en las diversas ramas de las profesiones jurídicas.

### La Facultad de Artes y Letras
La educación superior en Humanidades fue establecida en Sibiu en honor al destacado filósofo y erudito nacional Lucian Blaga en 1995.
El estudio de Lenguas Modernas en LBUS no ha parado de crecer y se ha diversificado desde su resurgimiento en la década de los 90, en las líneas de los programas tradicionales de estudios durante los grados en alemán, inglés y rumano,  a los que se le añadieron nuevos programas  acreditados por el Ministerio de Educación e Investigación.
A partir de 2006 el programa del grado en Bibliotecología y Ciencias de la Información ha llevado a cabo estudios en el ámbito de la biblioteconomía. Además de los actuales ámbitos humanísticos, se han diseñado nuevos programas de licenciatura en Arte Dramático y Teatro, ambos campos con éxito acreditado por el Ministerio.
LBUS ofrece masters de dos años para diferentes modalidades de estudio. La Facultad de Artes y Letras dirige un total de quince masters enfocados al ámbito profesional y de investigación. Los cinco programas de doctorado que dirige la Facultad de Artes y Letras, se concentran en las siguientes especialidades: literatura inglesa, americana, rumana y alemana.
A principios del curso académico 2005-2006, los estudios de rama humanística sufrieron una reestructuración basada en tres ciclos: tres años de Grado, dos años de Máster y tres años de Doctorado, de acuerdo con el Proceso de Bolonia en el Espacio Europeo de Educación Superior. 
El profesorado de la Facultad de Artes y Letras llevan a cabo su investigación en dos centros: el Centro de Investigación Intercultural y Filológica y el Centro de C.Peter Magrath para Estudios Interculturales. Esta facultad también alberga el Centro de Lenguas Modernas, una unidad independiente que persigue distintos objetivos.
También hospeda al Instituto Confucio donde los estudiantes pueden asistir a clases de lengua y cultura chinas.
Tanto los estudiantes como el profesorado en la Facultad de Artes y Letras sacan mucho provecho al programa Erasmus, así como de los programas de intercambio con universidades de Alemania, Austria, Bélgica, Francia, el Reino Unido, Dinamarca y Grecia. La Facultad de Artes y Letras participa activamente en el programa Fulbright de los EE. UU., recibiendo a bastantes miembros del programa y enviando a otros de esta facultad a los EE. UU. como becarios.
El departamento de Filología organiza todos los años varios simposios de prestigio, contando con participación nacional e internacional.